# Ethiopica bafasy
Ethiopica bafasy är en fjärilsart som beskrevs av Pierre E.L. Viette 1965. Ethiopica bafasy ingår i släktet Ethiopica och familjen nattflyn. Inga underarter finns listade i Catalogue of Life.